# Kastell Cuccium
Das Kastell Cuccium war ein römisches Militärlager, dessen Besatzung für Sicherungs- und Überwachungsaufgaben am Limes Pannonicus zuständig war. Die antike Befestigungsanlage befand sich in der auf einem über dem rechten Donauhochufer gelegenen Felskegel. Der Strom bildete hier in weiten Abschnitten die römische Reichsgrenze. Seine archäologisch noch weitgehend unerforschten Reste befinden sich in der Gespanschaft Vukovar-Syrmien, auf dem Stadtgebiet von Ilok, die am östlichsten gelegenen Stadt des heutigen Kroatien.

## Lage

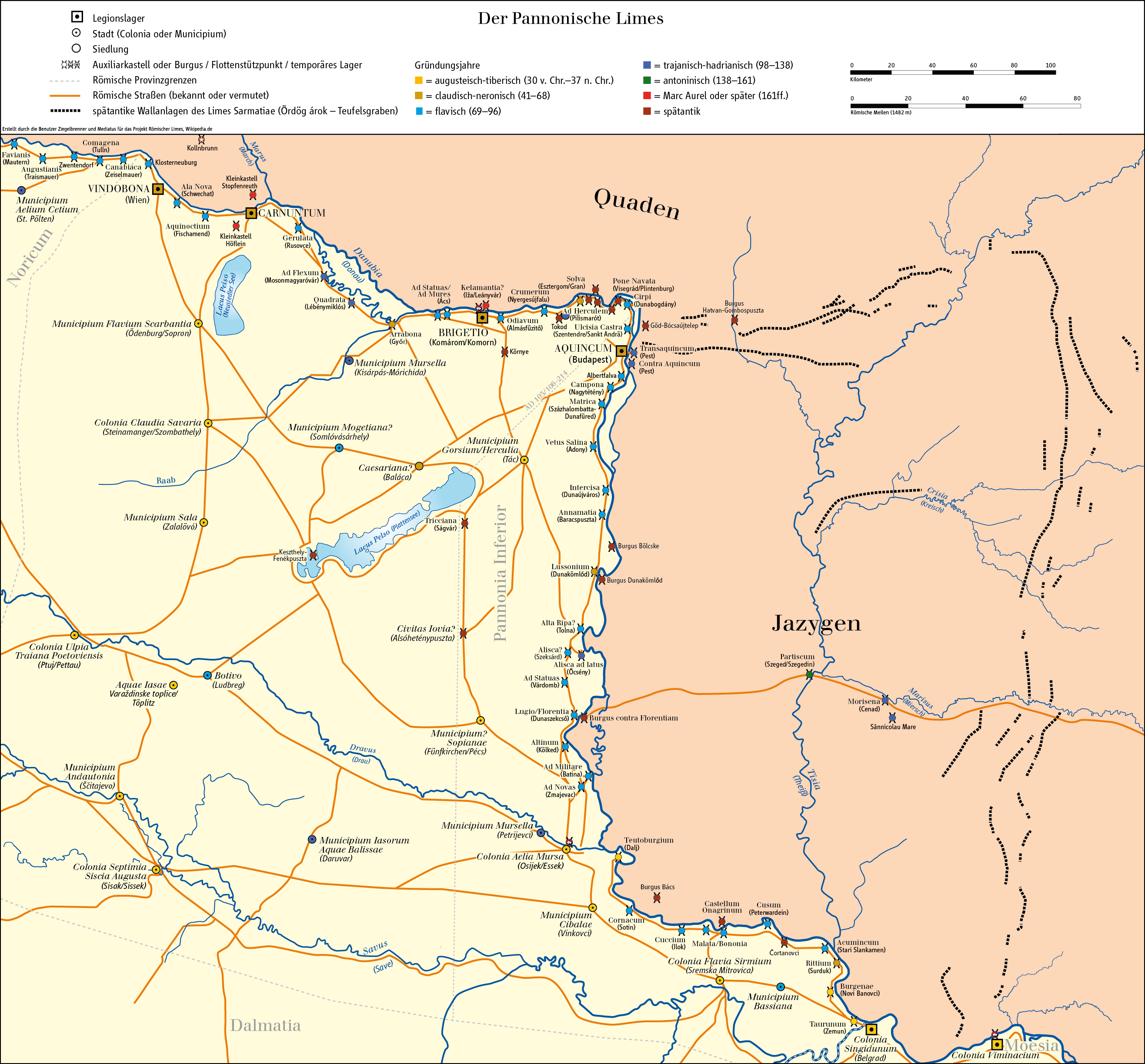
Die Lage von Cuccium am pannonischen Limes zwischen Cornacum und Malata/Bononia

Die zur Batschka gehörende Landschaft um Ilok wird von den hügeligen Ausläufern einer südlich gelegenen, in westöstliche Richtung verlaufenden Bergkette geprägt. Im Stadtbereich bildet die Donauniederung auf der Südseite ein steiles Hochufer. Die ältesten vorgeschichtlichen Funde, die zuerst durch Rudolf Robert Schmidt (1882–1950) bei Bapska in der Nähe von Ilok geborgen wurden, stammen aus der jüngeren Steinzeit. Weitere, durch fünf mächtige Kulturschichten getrennte Siedlungsspuren auf der dortigen Lösskuppe lassen sich auch für die Kupfersteinzeit und die frühe Bronzezeit nachweisen.
Das Kastell wurde in einer strategisch hervorragend gewählten Lage auf einem Berghügel errichtet. Er wird heute zur Gänze von einer mittelalterlichen Festungsanlage eingenommen, die sich seit dem späten 17. Jahrhundert im Besitz der italienischen Fürstenfamilie Odescalchi befand und seither mehrfach umgebaut wurde. Von diesen Punkt aus hatten die römischen Soldaten Sichtkontakt zum benachbarten, nordwestlich gelegenen Donaukastell Cornacum (Sotin). Zudem konnte von hier aus auch das am anderen Ufer der Donau gelegene Barbaricum beziehungsweise das Siedlungsgebiet der sarmatischen Jazygen weithin eingesehen werden, die sich dort seit dem 1. Jahrhundert n. Chr. niedergelassen hatten. Dieser Stamm war über Jahrhunderte hinaus ein äußerst unruhiger und gefährlicher Gegner Roms.

## Forschungsgeschichte

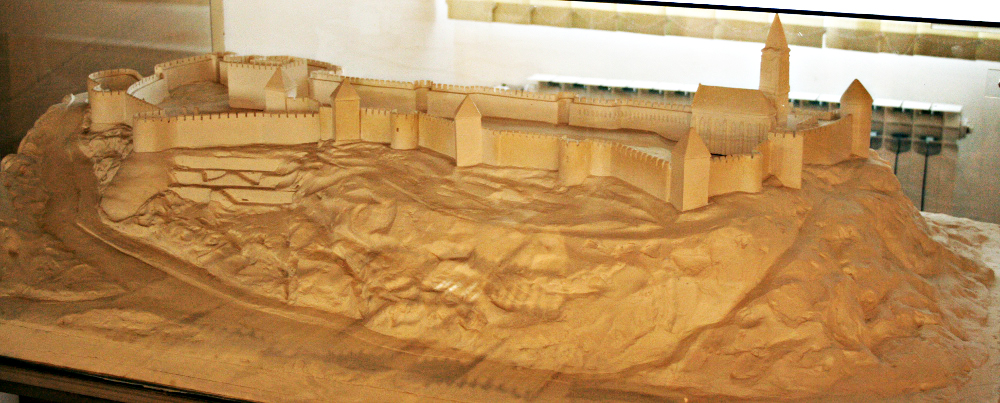
Modell der Burganlage

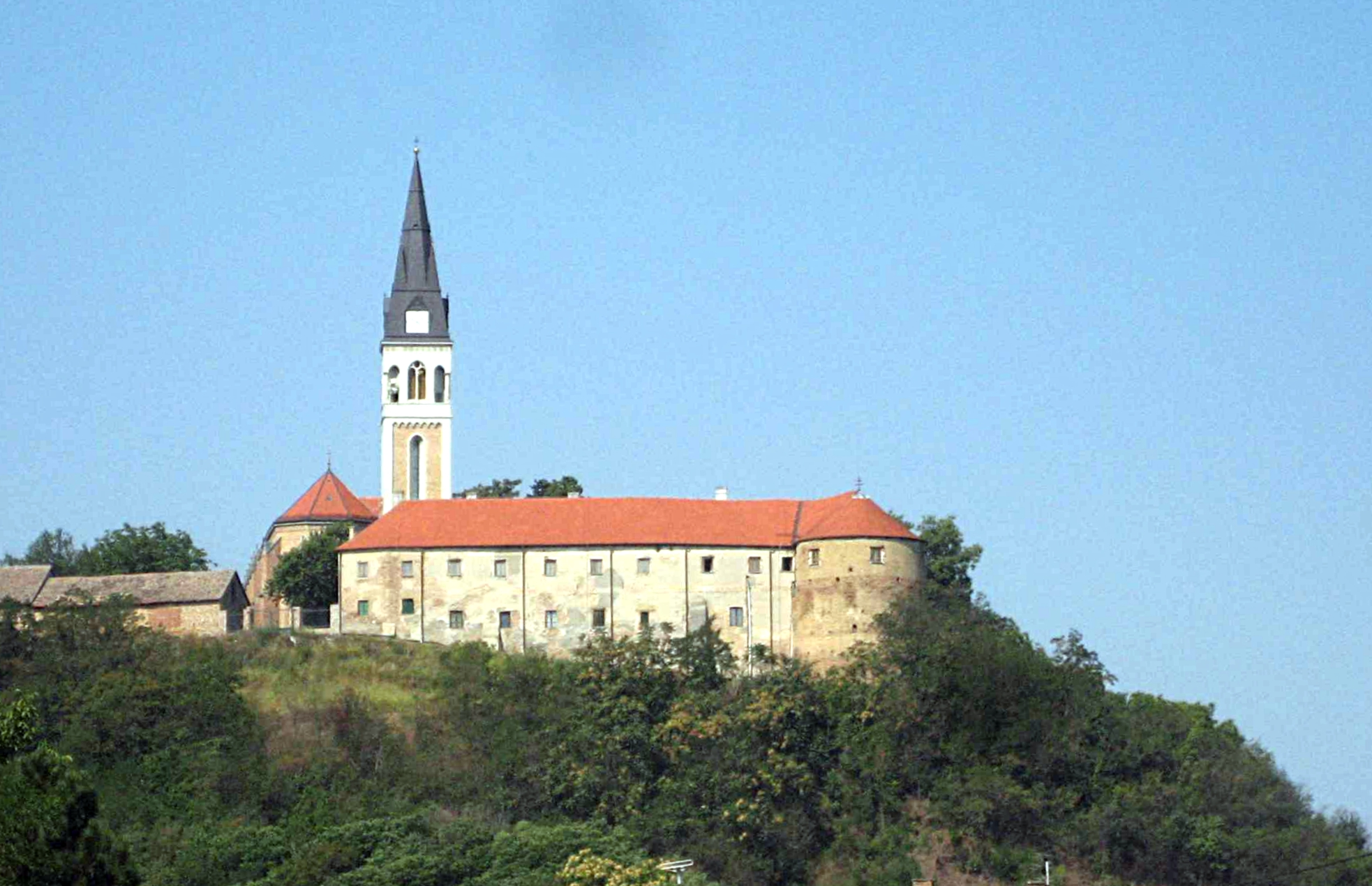
Das östliche Ende der Burganlage mit der Sankt-Ivan-Kirche

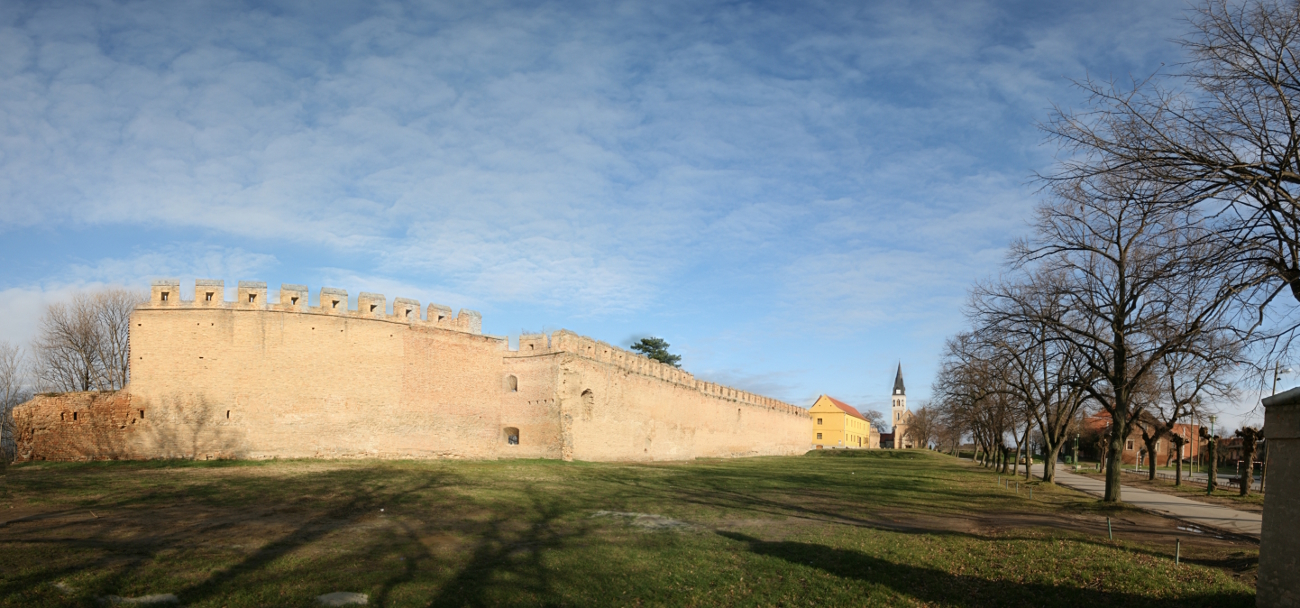
Die der Donau zugewandte Wehrmauer der Burg

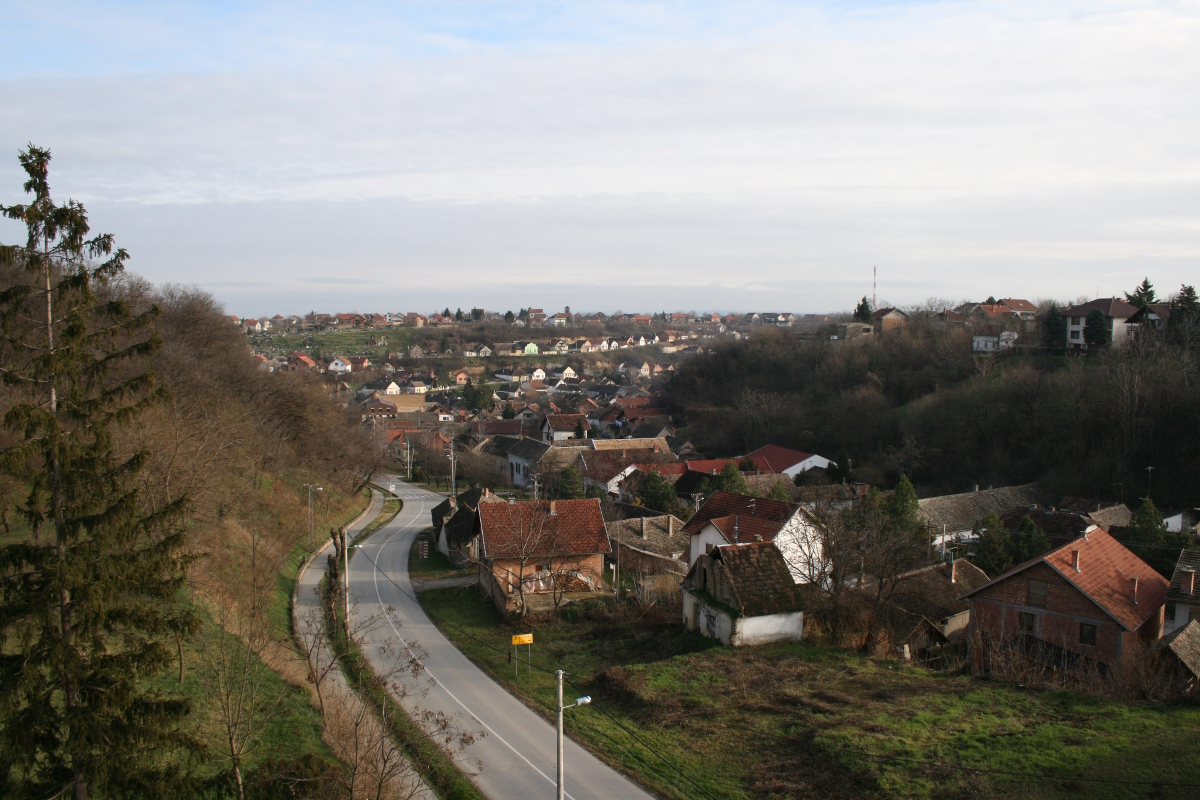
Der landseitige Abhang des Burgberges

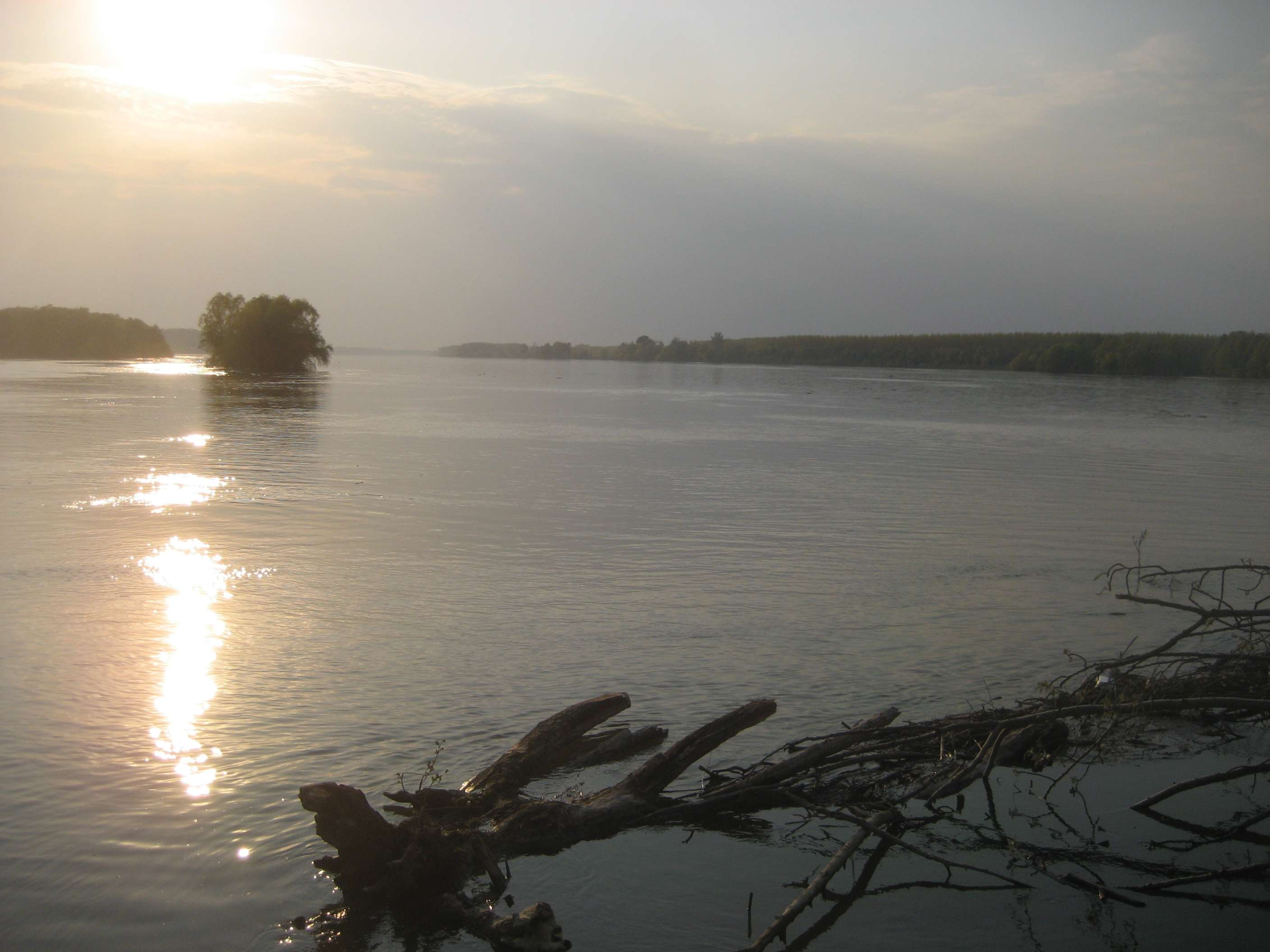
Die Donau bei Illok

Die ersten Berichte über die römische Vergangenheit des Ortes stammen von dem italienischen Offizier und Gelehrten Luigi Ferdinando Marsigli (1658–1730), der Ilok zu Beginn des 18. Jahrhunderts besucht hatte. Viele antike Fundstücke, die er dabei erwähnte, unter anderem drei Sarkophage sowie drei Bruchstücke von Granitsäulen, sind heute verschollen. Spätere Besucher fanden noch die Reste einer Wasserleitung (Aquädukt) und Ruinen im Umland vor. Die Fürsten von Odescalchi bestückten mit den vor Ort gemachten Funden ein – heute nicht mehr vorhandenes – Antikenkabinett, das beispielsweise der Archäologe Josef Brunšmid (1858–1929) noch im vollen Umfang besichtigen konnte. Zu seinem Inventar gehörten Fragmente eines marmornen Grabsteines mit fünf beschädigten Büsten, ein auf einer Marmorplatte dargestellter Satyrkopf sowie ein kleiner Altarstein, der dem Sonnengott Sol (Deo soli invicto) gewidmet war und zuvor als Spolie auf dem orthodoxen Friedhof Verwendung fand.
Über offizielle Grabungen am Kastell wurde bisher nichts veröffentlicht. Lange Zeit konnte nicht davon ausgegangen werden, dass es in Ilok während der Prinzipatszeit überhaupt eine Garnison gegeben hat. Erste Hinweise auf eine solche Zeitstellung gab die im Jahr 2000 geborgene Grabinschrift eines Kohortenzenturios. Zwischen 2001 und 2002 sind im Zuge der Sanierung des Fürstenschlosses auf dem Burgberg erstmals weitergehende Forschungen im Bereich des zum Kastell gehörenden Lagerdorfs möglich geworden.

## Baugeschichte
Über Baudetails des Kastells ist mangels fassbarer Funde bisher nichts bekannt geworden. Es ist aber gut vorstellbar, dass die Fortifikation – in Analogie zu der Entwicklung anderer Kastellorte am pannonischen Limes – zunächst als rechteckiges Holz-Erde-Lager gegründet und im 2. Jahrhundert in Steinbauweise erneuert wurde. In der Folge wird es sicher auch, wie sich auch andernorts immer wieder feststellen ließ, Zerstörungen durch Kampfhandlungen, daran anschließende Wiedererrichtungen und diverse Umbauten gegeben haben.
Die Frischwasserversorgung von Cuccium erfolgte über eine Tonröhrenleitung. Diese wurde von der sogenannten Dekan-Quelle gespeist und führte über Vodena Glava bis zum Burgberg von Ilok.

## Truppe
Zu den während der mittleren Kaiserzeit im Kastell stationierten Truppen kann bisher gleichfalls nur spekuliert werden. Für das 4. Jahrhundert nennt die Notitia Dignitatum, ein spätrömisches Staatshandbuch aus der ersten Hälfte des 5. Jahrhunderts, die hier in Garnison liegende Einheit der Equites sagittarii – berittene Bogenschützen –, denen ein Cuneus equitum promotorum, gleichfalls eine Reitertruppe, folgte.
Seit ihrer Auffindung im Jahr 2000 gibt eine Grabinschrift Auskunft über einen hier verstorbenen Offizier. Nach Meinung des Epigraphikers Barnabás Lőrincz (1951–2012) kann diese Inschrift aufgrund des dort genannten Namens Marcus Aurelius frühestens in das Ende des 2. Jahrhunderts n. Chr. datieren.
Für den Standort der gleichfalls genannten Cohors I Lusitanorum (Erste Kohorte der Lusitanier) gab es bisher keine sichere Standortangabe. Lőrincz hatte sie in der Vergangenheit vor den Markomannen- und Sarmatenkriegen (166–180) am Kastell Kölked und nach Abschluss der Kämpfe im mutmaßlichen Kastell Szekszárd angenommen:
D(is) M(anibus).
M(arco) Aurel(io) Sereno, vet(erano)
ex (centurione) coh(ortis) I Lusit(anorum), domo
Bass(iana), vixit ann(os) LVI,
h(ic) s(itus) e(st).
Cl(audia) Maximilla coniug(i)
pientissimo et si-
bi posuit.
Übersetzung: „Den Totengöttern. Für Marcus Aurelius Serenus, Veteran, ehemaliger Zenturio der Ersten Kohorte der Lusitanier, aus Bassiana, lebte 56 Jahre, hier ist er begraben. Claudia Maximilla, seine äußerst liebevoll Ehefrau hat (diesen Stein für ihn) und sich selbst errichtet.“

## Vicus
Während der umfassenden Sanierungs- und Rekonstruktionsarbeiten an der Burganlage mit dem fürstlichen Schloss, konnten ab 2001 erstmals genauere Daten zum Vicus, dem Lagerdorf des Kastells, zusammengetragen werden, der westlich des Schlosses auf dem Burgplateau lag. Noch weiter westlich des antiken Siedlungsbereiches stießen Archäologen 2002 auf eine singuläre frührömische Brandbestattung aus der Mitte des 1. Jahrhunderts n. Chr. Die Überreste des Verstorbenen sowie die Beigaben waren in einem hölzernen Sarg untergebracht. Die 1,88 × 2,12 Meter große Grabgrube besaß abgerundete Ecken und konnte einem gutgestellten Mitglied der lokalen Aristokratie einer bereits in vorrömischer Zeit anwesenden keltisch-pannonische Volksgruppe zugeschrieben werden, die diesen Platz bereits vor Ankunft der Römer besiedelte. Das Grab enthielt Importgut aus Norditalien und regional erzeugte Töpferwaren. Die schon von Elementen der fortgeschrittenen Romanisierung geprägte Bestattung, in der sich auch Münzen aus der Regierungszeit des Kaisers Claudius (41–54) fanden, weist vielleicht auf ein frühes Gräberfeld hin, in dem auch die noch nicht vollständig assimilierten Einheimischen beerdigt wurden. Wie Gruben, Keramik und Münzen aus dem 3. und 4. Jahrhundert n. Chr. zeigten, expandierte der römische Vicus über die ursprünglichen vorrömischen Siedlungsgrenzen hinaus.

## Römische Gräberfelder
Weitere Gräberfelder des 1. bis 4. Jahrhunderts n. Chr. konnten entlang der Ausfallstraßen festgestellt werden. An der Straße in die südöstlich gelegene Provinzhauptstadt Sirmium sind besonders die spätantiken Sarkophagbestattungen und Ziegelgräber hervorzuheben, weitere Gräber sind von der Limesstraße in das nordwestliche Limeskastell Cornacum sowie nach Basianae bekannt.

## Archäobotanische Untersuchung
Das Fundmaterial der im Vicusbereich 2002 gefundenen singulären Bestattung ließ eine genauere archäobotanische Untersuchung zu und vermittelten in diesem Bereich eine Vorstellung von der Umwelt, die zur Zeit der frühen römischen Herrschaft in der Region herrschte. Rund um und in zwei Situla-förmigen Gefäßen hatten sich Reste zahlreicher Pflanzen und Samen erhalten. Die Gefäße selber waren bei der einheimischen Bevölkerung vom 3. Jahrhundert v. Chr. bis zum frühen 2. Jahrhundert n. Chr. als Küchengerätschaft in Gebrauch. Die Untersuchung wurde unter der Leitung von Hansjörg Küster am Institut für Geobotanik der Universität Hannover vorgenommen.
Aus den 1957 untersuchten Pflanzenresten konnten 30 Taxa bestimmt werden, wobei es sich bei der überwiegenden Zahl um Kulturpflanzen handelte. Die folgende Tabelle zeigt die erkannten Arten.
| Taxa                                                                        | Anzahl | Bemerkung                                          |
| --------------------------------------------------------------------------- | ------ | -------------------------------------------------- |
| Vitis vinifera (Weinrebe)                                                   | 1391   | unverkohlt und nicht mineralisiert                 |
| Lens culinaris (Linse)                                                      | 240    | unverkohlt und nicht mineralisiert                 |
| Cerealia (Getreide)                                                         | 97     | verkohlt                                           |
| Panicum miliaceum (Rispenhirse)                                             | 26     | verkohlt sowie unverkohlt und nicht mineralisiert  |
| Ficus carica (Echte Feige)                                                  | 25     | unverkohlt und nicht mineralisiert                 |
| Triticum dicoccon (Emmer)                                                   | 19     | verkohlt                                           |
| Sambucus (Holunder)                                                         | 17     | unverkohlt und nicht mineralisiert                 |
| Sambucus nigra (Schwarzer Holunder)                                         | 16     | unverkohlt und nicht mineralisiert                 |
| Triticum aestivum (Weichweizen)                                             | 15     | verkohlt                                           |
| Prunus domestica (Pflaume)                                                  | 13     | unverkohlt und nicht mineralisiert                 |
| Vicia ervilia (Wicken)                                                      | 13     | verkohlt                                           |
| Triticum monococcum (Einkorn)                                               | 7      | verkohlt                                           |
| Ficus carica bzw. Fragaria vesca (Echte Feige bzw. Wald-Erdbeere)           | 6      | unverkohlt und nicht mineralisiert                 |
| Malus bzw. Pyrus (Apfel bzw. Birne)                                         | 6      | unverkohlt und nicht mineralisiert                 |
| Prunus avium (Vogel-Kirsche)                                                | 6      | unverkohlt und nicht mineralisiert                 |
| Hordeum vulgare (Gerste)                                                    | 5      | verkohlt                                           |
| Olea europaea (Olive)                                                       | 4      | unverkohlt und nicht mineralisiert                 |
| Atriplex patula bzw. Atriplex prostrata (Spreizende Melde bzw. Spieß-Melde) | 2      | unverkohlt und nicht mineralisiert                 |
| Triticum cf. spelta (Dinkel)                                                | 1      | mit großer Wahrscheinlichkeit bestimmbar; verkohlt |
| Cucumis melo bzw. Cucumis sativus (Zuckermelone bzw. Gurke)                 | 1      | unverkohlt und nicht mineralisiert                 |
| Ficus carica (Echte Feige)                                                  | 1      | mit großer Wahrscheinlichkeit bestimmbar           |
| Chenopodium album (Weißer Gänsefuß)                                         | 1      | unverkohlt und nicht mineralisiert                 |
| Fallopia convolvulus (Windenknöterich)                                      | 1      | mit großer Wahrscheinlichkeit bestimmbar           |
| Sambucus ebulus (Zwerg-Holunder)                                            | 1      | unverkohlt und nicht mineralisiert                 |
| Stellaria media (Gewöhnliche Vogelmiere)                                    | 1      | unverkohlt und nicht mineralisiert                 |
|                                                                             | 42     | unbestimmbar                                       |

Wahrscheinlich war die Bestattung bereits von italischen Riten beeinflusst. Grabbeigaben mit verschiedenen Früchten, wie sie in Cuccium gefunden wurden, sind auch von dort bekannt. Römische Kulte kannten auch Weizen und Gerste als Opfergabe, die zusammen mit Ackerbohnen und Linsen den Verstorbenen als Nahrung mit in das Grab gegeben wurden. Auch Einflüsse aus dem griechischen Raum können eine Rolle gespielt haben. So gehören Weintrauben und Feigen bis um die Zeitenwende zu den häufigsten Grabbeigaben in Griechenland. Die Interpretation der Beigaben in Cuccium bereitet noch Probleme, da die Bestattungsriten im südlichen Pannonien der frühen Kaiserzeit noch weitgehend unbekannt sind. Dass es sich bei den beigegebenen Pflanzen und Früchten sehr wahrscheinlich um Zeichen der Romanisierung handelt, wird mit dem Vergleich von vorrömischen La-Tène-Bestattungen der einheimischen Bevölkerung im 1. Jahrhundert v. Chr. deutlich, bei denen Tierknochen eindeutig dominieren. Alle Getreidearten und die Wicke lagen verkohlt im Grab, während die anderen pflanzlichen Funde in frischem oder getrockneten Zustand in das Grab kamen. Auch hier kann von nicht näher bekannten Bestattungsriten ausgegangen werden, bei denen die verkohlt aufgefundenen Körner sowie die Wicke möglicherweise auf dem Scheiterhaufen des Toten platziert oder bei der Verbrennung darauf geworfen wurden.
Die aus dem Grab geborgenen Hülsenfrüchte und Getreidesorten – Gerste, Hirse, vier Arten von Weizen – werden wohl auf den heimischen guten Böden gewachsen sein, waren jedoch auch schon immer Handelsgüter. Insbesondere verschiedene Obstsorten wie Äpfel, Birnen, Pflaumen und Weintrauben kamen im Zuge einer auch von den Einheimischen akzeptierten Romanisierung sehr früh in die Region. Doch können diese Feldfrüchte auch hierher verhandelt worden sein. Quellen der Zeit kurz vor der Zeitenwende bis in das frühe 3. Jahrhundert (Strabon 7, 5, 10; Cassius Dio 49, 36, 2) berichten von geringen und geschmacklich schlechten Mengen an Wein, die in Pannonien gekeltert wurden. Die lokale keltische Aristokratie ließ bereits zu Beginn des 1. Jahrhunderts Wein – der schnell als Statussymbol galt – aus Italien importieren. Erst aus der zweiten Hälfte des 3. Jahrhunderts ist die Kultivierung des Rebenanbaus in der Region durch römische Soldaten offiziell belegt. Der Holunder wiederum ist eine bereits von den Kelten zu medizinischen Zwecken genutzte Pflanze. Alte Holunderbäume sind auch mit dem Totenkult verbunden. So glaubte die Kelten, dass der Gott Puschkaitis unter dem Holunder säße und von dort aus die Geschicke der Menschen leiten würde.
Die sicher unbeabsichtigt in das Grab gelangten Unkraut- und Ruderalpflanzen zeigen, dass die Menschen zu diesem Zeitpunkt bereits zu einem gewissen Maß die Umgebung ihrer Siedlung landwirtschaftlich gestaltet hatten.

## Funde
Aus dem römischen Cuccium sind nur wenige wissenschaftlich gesicherte Funde bekannt geworden. Einige Steindenkmäler wurden teilweise in die mittelalterliche Festung vermauert. Einen Hinweis auf die Verbreitung von ägyptischen Kulten am pannonischen Limes lieferte z. B. die Statuette eines Isispriesters, die der Katalog des Ungarischen Nationalmuseums in Budapest für das Jahr 1825 verzeichnet. Sie gilt heute allerdings als verschollen. Auch im weiter westlich gelegenen Kastell Teutoburgium fand sich ein Hinweis auf ägyptische Kulte.
1909 wurde bei der damaligen Zementfabrik der grob behauene Grenzstein eines Vicus geborgen, den Tiberius Claudius Priscus, Kommandeur (Präfekt) der Ala I Civium Romanorum (1. Reiterregiment römischen Bürgerrechts) wahrscheinlich während der Regierungszeit des Kaisers Vespasian (69–79) setzen ließ.
Vorderseite:
Age(r)
vici Iosi-
sta ads-
ig(natus) Ti(berio) Cl(audio) Pr-
isco pr(a)ef(ecto)
alae I c(ivium) R(omanorum)
Rückseite:
c(aput) a(gri) e(xcepti)
Der in der Inschrift genannte Vicus Iosista lag auf dem Gebiet der Colonia Sirmium, der Provinzhauptstadt Niederpannoniens.
In der näheren Umgebung von Ilok wurde im Jahr 2000 zufällig der marmorne Grabstein des Marcus Aurelius Serenus entdeckt. Als er mit 56 Jahren starb, befand sich Marcus Aurelius Serenus schon im Ruhestand (Veteran). Er stand zuletzt im Rang eines Zenturios der Cohors I Lusitanorum („1. Kohorte der Lusitaner“). Der Verstorbene, dem seine Ehefrau Claudia Maximilla den Grabstein setzen ließ, stammte aus der pannonischen Stadt Bassianae, die nahe dem heutigen serbischen Dorfe Donji Petrovci lag. Der Stein wird in das letzte Jahrzehnt des 2. Jahrhunderts oder an den Anfang des 3. Jahrhunderts datiert. Die Cohors I Lusitanorum hatte nach Analysen des Epigraphikers Barnabás Lőrincz zwischen 118/119 und 180 als Stammbesatzung im pannonischen Donaukastell Kölked (Altinum) gelegen und nahm möglicherweise auch an den Markomannenkriegen (166–180) teil. Im Anschluss daran blieben die Lusitanier zwar in Pannonien, sind aber offenbar nicht mehr nach Altinum zurückgekehrt, sondern wurden vielleicht in das, archäologisch noch nicht nachgewiesene, etwas weiter nördlich gelegene Kastell Szekszárd verlegt. Die Zuordnung der aus Kroatien bekannten Nachweise der Lusitaner ist noch nicht abgeschlossen.

## Nachrömische Entwicklung
Nach dem endgültigen Abzug der römischen Truppen 433 n. Chr. ließen sich in Cuccium Ostgermanen nieder, die ein reiches Fundspektrum hinterließen. Mehrfach publiziert wurde eine in Ilok gefundene Spatha mit einer Klinge aus Damaszener Stahl, die heute in Zagreb aufbewahrt wird. Sie soll einst in Besitz eines Kriegers der Gepiden oder Ostgoten gewesen sein.

## Denkmalschutz
Archäologische Funde und Stätten sowie archäologische Zonen, Landschaften und Teile davon sind Kulturgüter der Republik Kroatien und genießen besonderen Schutz. Zuständig ist die Kroatische Verwaltungsbehörde für Denkmalschutz im Ministerium für Kultur in Zagreb. Den Schutz regelt das auf Artikel 89 der kroatischen Verfassung erlassene Gesetz Nr. 01-081-99-1280/2 vom 18. Juni 1999 mit seinen nachfolgenden Ergänzungen und Änderungen. Beschädigung, Zerstörung und der Diebstahl von Kulturgütern ist sofort, aber spätestens am nächsten Tag der zuständigen Behörde zu melden. Unangemeldete Grabungen sind verboten, Verstöße gegen die Ausfuhrregelungen werden im schwersten Fall als Verbrechen, im leichtesten Fall als Vergehen im Sinne der kroatischen Gesetzgebung gerichtlich geahndet.